# Matków (gmina)
Matków – dawna gmina wiejska istniejąca w latach 1934–1939  w woj. lwowskim (dzisiejsze woj. podkarpackie/obwód lwowski). Siedzibą gminy był Matków (obecnie wieś na Ukrainie).
Gmina zbiorowa Matków została utworzona 1 sierpnia 1934 roku w powiecie turczańskim w woj. lwowskim z dotychczasowych jednostkowych gmin wiejskich: Husne Niżne, Husne Wyżne, Iwaszkowce, Krasne, Krywka, Matków i Mochnate. 
Po wojnie obszar gminy został odłączony od Polski i włączony do Ukraińskiej SRR.